# Баулина, Антонина Николаевна
Антонина Николаевна Баулина (27 марта 1927 — 19 апреля 2015) — советская и российская театральная актриса, народная артистка Чувашской АССР.

## Биография
Родилась 27 марта 1927 года в пристанционном посёлке недалеко от Ленинск-Кузнецкого (сейчас Кемеровская область). Будучи в школе занималась в драматическом кружке, организованном одной из актрис эвакуированного ленинградского театра.
Хотя не имела формального театрального образования, после окончания театральной студии в 1946 году попала в труппу Анжеро-Судженского драматического театра им. Ленинского комсомола (с 1951 года Прокопьевский драматический театр имени Ленинского комсомола) Кемеровской области, где проработала до 1951 года. Работала в театрах Новокузнецка, Прокопьевска, Новосибирска.
С 1959 года была актрисой Чувашского русского драматического театра, где служила более 55 лет и сыграла более 150 ролей. Работала с актёром Петром Вельяминовым, с режиссёрами В. Романовым, А. Харабугой, В. Красотиным, А. Восканяном. В 1980-е годы много сотрудничала с М. Зильберманом.
Умерла 19 апреля 2015 года.

### Семья
- Муж — актёр Александр Славинский.
- Дочь — Татьяна, балетмейстер.
- Сын — актёр Александр Александрович Славинский, играл в московском театре «АпАРТе»[4].

## Награды
- Заслуженная артистка Чувашской АССР (1973).
- Народная артистка Чувашской АССР (1980).
- Медаль ордена «За заслуги перед Чувашской Республикой» (2007).

## Работы в театре
- «Стряпуха» А. Софронова — Павлина
- «Аристократы» Н. Погодина — Сонька
- «Чайка» А. Чехова — Аркадина
- «Волчье логово» В. Ухли — Укси
- «Характеры» В. Шукшина — Соня
- «Доходное место» А. Островского — Кукушкина
- «Обыкновенная история» И. Гончарова — Любецкая
- «Бешеные деньги» А. Островского — Чебоксарова
- «Гнездо глухаря» В. Розова — Наталья
- «Тринадцатый председатель» А. Абдуллина — Харисова
- «Если» С. Алешина — Малышева
- «Любовь и голуби» В. Гуркина — Шура
- «Порог» А. Дударева — Мать
- «Свои люди, сочтёмся» А. Островского — Сваха
- «Колокола души» Н. Терентьева — Таисия Фёдоровна
- «Последний срок» В. Распутина — Мать
- «Семейный портрет с посторонним» С. Лобозерова — Мать
- «Ретро» А. Галина — Нина Ивановна
- «Кукушкины слёзы» А. Толстого — Дарья
- «Женитьба» Н. Гоголя — сваха Фекла Ивановна
- «Кадриль» В. Гуркина — Макеевна
- «Айдар» — Мать Сендиера
- «Что же такое счастье?» Н. Терентьева — Надя Айдарова
- «Странная миссис Сэвидж» Д. Патрика — Пэдди
- «Мамуре» Ж. Сарман, перевод К. А. Куприной — Селина Муре (Мамуре)